# El Palau (Rupit)
El Palau, antic palau notarial o masia el Soler és un habitatge a l'extrem sud de la vila de Rupit (Osona) catalogat a l'Inventari del Patrimoni Arquitectònic de Catalunya. Antic palau notarial que dona nom al carrer i que a partir del segle xvii va estar molt lligat als quefers de la vila de Rupit. Es té notícia d'aquest palau des del segle xiv i la notaria la regentà la família Soler durant 500 anys, fet que queda palès en l'escut dels Soler que hi ha a la façana. Per bé que ha perdut les funcions primitives, ha estat molt ben restaurat i conserva la sumptuositat i bellesa d'un noble casal.
Casa coberta a dues vessants amb el carener paral·lel a la façana, orientada a llevant. Consta de planta baixa, primer pis i golfes. Presenta un portal adovellat amb un escut al damunt al centre del qual s'hi llegeix "SOLER 1608". També a la planta hi ha un gros finestral de llinda gòtica. Al primer pis s'obren tres finestres amb ampits motllurats i espieres i a la part superior petites obertures allargades. A la part esquerra de l'edificació s'hi adossa un garatge de construcció recent. És construïda en lleves de pedra sense polir, mentre les obertures i escaires estan bastits amb carreus de pedra ben carejats.